# Nová Ves nad Žitavou
Nová Ves nad Žitavou (in ungherese Zsitvaújfalu) è un comune della Slovacchia facente parte del distretto di Nitra, nella regione omonima. Fu menzionato per la prima volta in documenti storici nel 1355.